# Shatian (köpinghuvudort i Kina, Jiangxi Sheng, lat 28,34, long 118,28)
Shatian (kinesiska: 沙田) är en köpinghuvudort i Kina. Den ligger i provinsen Jiangxi, i den sydöstra delen av landet, omkring 240 kilometer öster om provinshuvudstaden Nanchang. Antalet invånare är 27 412. Befolkningen består av 13 532 kvinnor och 13 880 män. Barn under 15 år utgör 27,0 %, vuxna 15-64 år 64 %, och äldre över 65 år 8,0 %.
Runt Shatian är det ganska tätbefolkat, med 86 invånare per kvadratkilometer. Närmaste större samhälle är Wucun, 17,9 km norr om Shatian. I omgivningarna runt Shatian växer i huvudsak blandskog.
Genomsnittlig årsnederbörd är 2 682 millimeter. Den regnigaste månaden är juni, med i genomsnitt 514 mm nederbörd, och den torraste är oktober, med 39 mm nederbörd.